# 史孟麟
史孟麟（1559年—1623年），字際明，號玉池，直隸常州府宜興縣人，民籍，明朝政治人物。

## 生平
早年随顾宪成学习。萬曆十年（1582年）壬午科應天府鄉試第九名舉人，萬曆十一年（1583年）聯捷癸未科二甲第九名進士。授庶吉士，十三年闰九月授工科給事中，次年养病。十七年復除吏科给事中，前首輔張居正二子相继在会试中中式，萬曆十七年曾彈劾少詹事黃洪憲監試舞弊。
孟麟素砥名節，復與東林講會，時望益重。講習之餘，“往往諷議朝政，裁量人物”，時稱“清議”。
孟麟主張以理學為國本，並參與東林書院講學。趙南星被斥歸，孟麟亦引疾歸。二十年正月復補吏科给事中，四月升兵科右，再进刑科左，二十一年三月升吏科都，四月以病罢，丁憂。二十七年五月召拜太常寺少卿，十二月又稱疾而去。四十二年正月再起为太常寺少卿提督四夷館，疏请册立皇太孙，绝群小觊觎之望。又疏救御史刘光复，觸怒神宗，谪两浙盐运司判官。
明熹宗即位，升南京礼部祠祭司主事，历员外郎、郎中，天啓元年（1621年）三月迁南京大理寺右寺丞，十月升南京太常寺少卿添注，二年十二月升南京太僕寺卿，不久卒。

## 家族
曾祖史弼；祖父史笈；父史褒德。母黃氏。具庆下。弟仲麟、叔麟、季麟、祥麟、瑞麟、文麟。曾孫陸輿，康熙己未進士。

## 延伸阅读
[在维基数据编辑]
 《明史卷二百三十一》，出自《明史》